# Liste der Kulturdenkmale in Wendisch-Paulsdorf
In der Liste der Kulturdenkmale in Wendisch-Paulsdorf sind die Kulturdenkmale des Ortsteils Wendisch-Paulsdorf der Großen Kreisstadt Löbau verzeichnet, die bis Januar 2019 vom Landesamt für Denkmalpflege Sachsen erfasst wurden (ohne archäologische Kulturdenkmale). Die Anmerkungen sind zu beachten.

## Liste der Kulturdenkmale in Wendisch-Paulsdorf
| Bild                                    | Bezeichnung | Lage                                        | Datierung                                                                         | Beschreibung | ID       |
| --------------------------------------- | --- | ------------------------------------------- | --------------------------------------------------------------------------------- | --- | -------- |
|                                         | Rittergut Wendisch-Paulsdorf mit Herrenhaus, Inspektorenhaus, Teilen der Einfriedung mit drei Torpfosten, Granit-Tränke und Resten des Gutsparks (Gartendenkmal) | Am Hof 15, 18 (Karte)                       | 18. Jahrhundert                                                                   | Herrenhaus massiv, zweieinhalbgeschossig, Inspektorenhaus Bruchsteinmauerwerk, mit Dachreiter, baugeschichtlich und ortsgeschichtlich von Bedeutung | 08960273 |
| Direkt Bild zu diesem Denkmal hochladen | Wohnstallhaus | Am Hof 19 (Karte)                           | 18. Jahrhundert, womöglich noch älter                                             | Wohnstallhaus mit Fachwerkobergeschoss, ehemaliges Umgebindehaus, baugeschichtlich von Bedeutung | 08960271 |
| Direkt Bild zu diesem Denkmal hochladen | Wohnstallhaus mit angebautem Seitengebäude und rechter Teil des gegenüberliegenden Seitengebäudes eines ehemaligen Dreiseithofes                                 | Am Hof 22 (Karte)                           | 18. Jahrhundert (Bauernhaus); 19. Jahrhundert (Seitengebäude)                     | Wohnstallhaus und Seitengebäude mit Fachwerkobergeschossen, baugeschichtlich und wirtschaftsgeschichtlich von Bedeutung | 08960272 |
| Direkt Bild zu diesem Denkmal hochladen | Einnehmerhaus und Schuppen (Chauseehaus) | Laubaner Landstraße 2 (Karte)               | 1823                                                                              | Entstanden mit der 1822 hierher verlegten Fernhandelsstraße Bautzen-Görlitz und deren Trassierung, Hauptbau in anspruchsvollen klassizistischen Formen, baugeschichtlich und ortsgeschichtlich von Bedeutung | 08960276 |
| Direkt Bild zu diesem Denkmal hochladen | Gasthof und zwei aneinander gebaute Nebengebäude als nordöstlicher Hofabschluss sowie zwei Torpfosten (Gerichtskretscham)                                        | Laubaner Landstraße 4 (Karte)               | Bezeichnet mit 1823 (Rückseite, Hofseite)                                         | Hauptbau an der Straße mit Krüppelwalmdach und Kartusche über dem heute vermauerten Haupteingang in der Mitte an der Straße mit Aufschrift „Gerichtskretscham Wendisch-Paulsdorf“ und darin Wappenstein der Familie Leuthold als Inhaber der Gerichtsbarkeit mit Strohgarbe und möglicherweise Pflugschar, Gasthof gleichzeitig mit der neu hierher verlegten Fernhandelsstraße und deren Trassierung entstanden, baugeschichtlich, ortsgeschichtlich und verkehrsgeschichtlich von Bedeutung | 08960275 |
| Direkt Bild zu diesem Denkmal hochladen | Wohnstallhaus, Scheune und Ausgedinge eines Bauernhofes | Obere Paulsdorfer Straße 7 (Karte)          | 1. und 2. Hälfte 19. Jahrhundert (Wohnstallhaus); bezeichnet mit 188... (Scheune) | Baugeschichtlich und wirtschaftsgeschichtlich von Bedeutung | 08960270 |
| Direkt Bild zu diesem Denkmal hochladen | Wohnstallhaus eines ehemaligen Dreiseithofes | Obere Paulsdorfer Straße 8 (Karte)          | Um 1850                                                                           | Wohnstallhaus mit Fachwerkobergeschoss, Fachwerk teils verputzt, teils frei oder verbrettert, baugeschichtlich von Bedeutung | 08960269 |
| Direkt Bild zu diesem Denkmal hochladen | Häusleranwesen | Obere Paulsdorfer Straße 11 (Karte)         | Um 1800                                                                           | Obergeschoss Fachwerk verbrettert, baugeschichtlich und sozialgeschichtlich von Bedeutung | 09300058 |
| Direkt Bild zu diesem Denkmal hochladen | Wohnstallhaus | Obere Paulsdorfer Straße 13 (Karte)         | 2. Hälfte 18. Jahrhundert                                                         | Wohnstallhaus mit Fachwerkobergeschoss, Fachwerk teils verputzt, baugeschichtlich von Bedeutung | 08960267 |
| Direkt Bild zu diesem Denkmal hochladen | Wohnstallhaus und Anbau | Obere Paulsdorfer Straße 24 (Karte)         | Um 1800                                                                           | Wohnstallhaus mit Fachwerkobergeschoss, baugeschichtlich von Bedeutung | 08960268 |
| Direkt Bild zu diesem Denkmal hochladen | Spritzenhaus | Obere Paulsdorfer Straße 24 (neben) (Karte) | Um 1870                                                                           | Ziegelbau, ortsgeschichtlich von Bedeutung | 09300057 |

## Tabellenlegende
- Bild: Bild des Kulturdenkmals, ggf. zusätzlich mit einem Link zu weiteren Fotos des Kulturdenkmals im Medienarchiv Wikimedia Commons. Wenn man auf das Kamerasymbol klickt, können Fotos zu Kulturdenkmalen aus dieser Liste hochgeladen werden:
- Bezeichnung: Denkmalgeschützte Objekte und ggf. Bauwerksname des Kulturdenkmals
- Lage: Straßenname und Hausnummer oder Flurstücknummer des Kulturdenkmals. Die Grundsortierung der Liste erfolgt nach dieser Adresse. Der Link (Karte) führt zu verschiedenen Kartendiensten mit der Position des Kulturdenkmals. Fehlt dieser Link, wurden die Koordinaten noch nicht eingetragen. Sind diese bekannt, können sie über ein Tool mit einer Kartenansicht einfach nachgetragen werden. In dieser Kartenansicht sind Kulturdenkmale ohne Koordinaten mit einem roten bzw. orangen Marker dargestellt und können durch Verschieben auf die richtige Position in der Karte mit Koordinaten versehen werden. Kulturdenkmale ohne Bild sind an einem blauen bzw. roten Marker erkennbar.
- Datierung: Baubeginn, Fertigstellung, Datum der Erstnennung oder grobe zeitliche Einordnung entsprechend des Eintrags in der sächsischen Denkmaldatenbank
- Beschreibung: Kurzcharakteristik des Kulturdenkmals entsprechend des Eintrags in der sächsischen Denkmaldatenbank, ggf. ergänzt durch die dort nur selten veröffentlichten Erfassungstexte oder zusätzliche Informationen
- ID: Vom Landesamt für Denkmalpflege Sachsen vergebene, das Kulturdenkmal eindeutig identifizierende Objekt-Nummer. Der Link führt zum PDF-Denkmaldokument des Landesamtes für Denkmalpflege Sachsen. Bei ehemaligen Kulturdenkmalen können die Objektnummern unbekannt sein und deshalb fehlen bzw. die Links von aus der Datenbank entfernten Objektnummern ins Leere führen. Ein ggf. vorhandenes Icon  führt zu den Angaben des Kulturdenkmals bei Wikidata.